# 竹本孝之
竹本 孝之（たけもと たかゆき、1965年〈昭和40年〉4月28日 - ）は、長崎県出身のシンガーソングライター・歌手・俳優・花卉栽培農家。OFFICE TOMORROW所属。

## 来歴・人物
- 長崎県出身。長崎市立戸町中学校卒業。長崎県立長崎東高等学校入学後堀越高等学校に転校し卒業。1981年、「ミスターCBSソニーオーディション'81」で約3万人の中からグランプリを受賞。同年7月21日、「てれてZin Zin」でCBSソニーからレコードデビュー。
- 同期デビューの歌手に、近藤真彦、沖田浩之、ひかる一平、堤大二郎、伊藤つかさ、尾形大作などがいる。第23回日本レコード大賞新人賞を受賞（サンミュージックプロダクション所属期）
- 80年代半ば頃からライブハウスなどでロックバンド形式のLIVEを行い、自作曲を多く演奏するようになった。
- アイドルや役者として活動する傍ら、自作曲中心のロック系アルバムを次々に発表し、LIVEツアーなども始めた。
- 26歳の時に、音楽のみの活動を展開するために、サンミュージックを退所する。その後はテレビ出演が激減した。収入が少ない時期もあったがLIVE活動を続け、自作曲で構成されたアルバムを制作発表し続けている。
- 1996年から埼玉県にて花卉園芸農家を営んでいる[2]。
- 特技は空手（和道流三段）、ギター。
- 元プロ野球選手の川崎憲次郎とは親戚にあたる。
- 2014年9月、長崎かんぼこ王国の親善大使に就任[3]。「長崎かんぼこ王国　国歌」の作詞作曲も担当した[4]。
- 2015年3月、（島根県）ふるさと親善大使『遣島使』に就任。
- 2016年4月8日、長崎市観光大使に就任。

## 芸歴

### テレビドラマ
NHK
- 銀河テレビ小説 まんが道（1986年・1987年『まんが道 青春編』）[5] - 満賀道雄 役 ※主演。主題歌「HOLD YOUR LAST CHANCE」（長渕剛のカバー）も担当
- 少年（1986年10月25日、NHK） - 山崎徹 役
- 天晴れ夜十郎（1996年） - 甚八 役
- 大河ドラマ 徳川慶喜（1998年） - 島田左近 役
- ドラマ新銀河 企業病棟 - 山下 役
- 中学生日記（2001年度 - 2005年度、NHK名古屋放送局制作 教育） - 矢場先生 役

日本テレビ
- 陽あたり良好! - 高杉勇作 役 ※主演
- 火曜サスペンス劇場
  - 「地方記者・立花陽介13」（1999年） - 佐山広志 役
  - 弁護士・高林鮎子シリーズ
  - 弁護士・朝日岳之助シリーズ

TBS
- だんな様は18歳 ※主演／竹中辰也（タッチ）役
- 激愛・三月までの…
- あなたもスターになりますか
- 水戸黄門
  - 第24部 第21話「鬼と呼ばれた父の真実 -鳥取-」（1996年2月12日） - 池谷新三郎 役
  - 第27部 第20話「孫を救った燃える水 -新津-」（1999年8月2日） - 土屋源庵 役
- 大岡越前
  - 第14部 第17話「命を懸けた贋金探索」（1996年10月14日） - 銀次 役
  - 第15部 第5話「奥医師の娘」（1998年9月21日） - 天野知安 役
- 月曜ミステリー劇場
- 月曜ドラマスペシャル
  - 早乙女千春の添乗報告書5 萩・津和野湯けむりツアー殺人事件（1997年9月22日） - 室尾元治（室尾家次男） 役

フジテレビ
- 大奥 第39話「盗まれた青春」（1983年） - 天一坊 役
- 青い瞳の聖ライフ（1984年） - 賢 役
- 熱き瞳に ※主演　- 田村孝太役　（東海テレビ制作）
- 鬼平犯科帳 第7シリーズ 第12話「あいびき」（1997年） - 朋斉 役
- 剣客商売 第1シリーズ 第5話「老虎」（1998年） - 青木数馬 役
- 金曜2時間ドラマ（金曜エンタテイメント→金曜プレステージ）諸作品
- 金曜エンタテイメント
  - おんせんデカ 修善寺温泉駐在日記（1999年11月、フジテレビ）
  - 津軽海峡ミステリー航路1（2002年） - 杉山英一 役
- 金曜プレステージ「浅見光彦シリーズ 紅藍の女殺人事件」（2007年） - 東木貴夫 役

テレビ朝日
- 非行心療室 家庭内暴力、登校拒否症と戦う女セラピスト（1984年）
- 女検事の捜査ファイル（1993年） - 北村和弘 役
- 家政婦は見た!（1997年） - 山村洋介 役
- 痛快!三匹のご隠居 第8話「据え膳食わぬは男の恥!されど自信が…」（1999年） - 神崎求馬 役
- はぐれ刑事純情派
- 美人エステティシャン殺し
- 終着駅シリーズ8（1998年） - 隅野弘之 役
- 温泉若おかみの殺人推理「死体が嘘をついた理由」 - 中田徹 役
- 混浴露天風呂連続殺人「美乳ギャル 奥信濃秘湯ツアー」 - 平田健一 役
- 特命係長 只野仁 スペシャル '08 大手銀行派遣女子行員が仕掛けた罠（2008年2月2日） - 青木博之 役
- 相棒（2010年） - 安田紘一 役

テレビ東京
- 日本名作ドラマ 香華（1993年）
- あばれ医者嵐山 第5話「夢のかけら」（1995年11月6日） - 松吉 役
- 刑事追う!
- 女と愛とミステリー
  - 不倫調査員・片山由美「京都・芸妓殺人事件」 - 中山和夫 役

東海テレビ
- はるちゃん

ほか多数

### バラエティ・情報番組
- マチコミ（2016年4月 - 、テレビ埼玉） - 木曜メインパーソナリティー[6]
- 趣味悠々 木彫りで作る野鳥 バードカービング（NHK教育）  -  レギュラー[7]
- おんがく白書ライヴ「竹本孝之（57）」（2012年〈初回放送〉、ミュージック・エア） - 2011年11月に行われた渋谷スターラウンジでのライブ及びインタビュー（2011年12月、DVD化）[8]。リピート放送あり

### 映画
- トロピカルミステリー 青春共和国（1984年、東宝） - 成瀬純夫 役
- 食卓のない家（1985年、松竹富士） - 鬼童子修 役
- アイドルを探せ（1987年、松竹） - 岩田晃佑 役
- 菩提樹 リンデンバウム（1988年、東映 & エスワンカンパニー） - 森次駿 役
- 二宮金次郎物語 愛と情熱のかぎり（1998年、二宮金次郎物語製作委員会） - 与吉 役[9]
- 眉山-びざん-（2007年、東宝） - 篠崎孝次郎（青年期） 役[10]

### ラジオ
- 青春アドベンチャー 「吸血鬼ドラキュラ」（1995年2月13日 - 24日、NHK-FM） - ジョナサン・ハーカー 役[11]
- FMシアター 「東京Voice」（2011年1月8日、NHK-FM）[12]
- My Songs Friday イケてるラジオ。（2012年5月25日 - 2013年3月22日、ラジオNIKKEI）
- 竹本孝之Live in TOWER（2013年1月 - 、東京タワーTV）
- 竹本孝之 Song for TOMORROW（2015年4月 - 、調布FM）

### CMソング
- SAHARAの風　- タイガー魔法瓶SAHARA（1987年）

### ライブ活動
- 2011年、デビュー30周年記念ライブを各地で開催
- 2012年、Live Tour 「Song for Tomorrow2012」全国19公演
- 2013年、Live Tour 「Song for Tomorrow2013」全国48公演
- 2014年、Live Tour 「Song for Tomorrow2014」全国50公演
- 初のリサイタル「RESONANCE」開催
- 2015年、デビュー35周年Live Tour 「Back in the Game」開催
- 2016年7月21日　東京メルパルク大ホールにて「Back in the Game 35周年記念コンサート」開催
- 2016年、Live Tour「Crossroads of Life 2016」全国32公演
- 2017年7月22日、渋谷Mt.RAINIER HALLにて「36th Junction 36周年記念コンサート」開催
- 2017年、Live Tour「Crossroads of Life 2017」全国29公演
- 2018年4月28日、渋谷Mt.RAINIER HALLにて「53th感謝祭コンサート」開催
- 2018年7月21日、渋谷Mt.RAINIER HALLにて「37周年記念創業祭コンサート」開催
- 2018年、Live Tour 「Crossroads of Life 2018」全国35公演
- 2019年4月28日、汐留Blue Moodにて「54th感謝祭」開催
- 2019年7月20日、渋谷Mt.RAINIER HALLにて「38周年記念創業祭コンサート」開催
- 2020年度、ツアーは新型コロナ感染症対応により全スケジュール延期・及び中止。配信によるLive活動開始
- 2021年度、同上。

### 舞台
- 2009年3月、劇団たいしゅう小説家 Present’s「幸せの向こう側」
- 2009年8月、下町ダニーローズ第11回公演　演劇らくご『鉄拐』
- 2010年3月、劇団漂流船第6回公演『沈まない夕陽』 - 音楽協力
- 2010年6月、下町ダニーローズ第12回公演　演劇らくご『疝気の虫』
- 2010年7月、劇団漂流船第7回公演『慟哭の光〜鬱と光とメロディーと〜』
- 2011年9月、下町ダニーローズ第13回公演
- 演劇らくご『ヴェニスの商人?〜火焔太鼓の真実〜』
- 2012年、6月、下町ダニーローズ第14回公演
- 立川談志追悼公演 演劇らくご「談志のおもちゃ箱」
- 2013年1月、たいしゅう小説家×空飛ぶ猫☆魂公演
- 『サヨナラ誘拐犯のパーフェクト・ストーリー』 - ゲスト出演
- 2013年6月、下町ダニーローズ第15回公演　演劇らくご『死神が舞い降りる街』
- 2014年6月、下町ダニーローズ第16回公演　演劇らくご『芝浜』
- 2015年5月、立川志らく三十周年記念企画第一弾
- 下町ダニーローズ第17回公演『真景累ヶ淵殺人事件』
- 下町ダニーローズ 第18回公演 演劇らくご『不幸の家族』

## ディスコグラフィ

### シングル
| #           | 発売日          | A/B面       | タイトル                     | 作詞        | 作曲        | 編曲        | 規格品番    |
| CBS・ソニー | CBS・ソニー     | CBS・ソニー | CBS・ソニー                  | CBS・ソニー | CBS・ソニー | CBS・ソニー | CBS・ソニー |
| ----------- | --------------- | ----------- | ---------------------------- | ----------- | ----------- | ----------- | ----------- |
| 1           | 1981年 7月21日  | A面         | てれてZin Zin                | 三浦徳子    | 馬飼野康二  | 馬飼野康二  | 07SH-1021   |
| 1           | 1981年 7月21日  | B面         | シャイな瞳                   | 三浦徳子    | 馬飼野康二  | 馬飼野康二  | 07SH-1021   |
| 2           | 1981年 11月21日 | A面         | 連想ゲーム                   | 三浦徳子    | 馬飼野康二  | 馬飼野康二  | 07SH-1072   |
| 2           | 1981年 11月21日 | B面         | HOT                          | 三浦徳子    | 馬飼野康二  | 馬飼野康二  | 07SH-1072   |
| 3           | 1982年 4月1日   | A面         | とっておきの君               | 小椋佳      | 馬場孝幸    | 鷺巣詩郎    | 07SH-1137   |
| 3           | 1982年 4月1日   | B面         | 二度とない時に               | 小椋佳      | 小椋佳      | 鷺巣詩郎    | 07SH-1137   |
| 4           | 1982年 7月17日  | A面         | だから、青春                 | 伊達歩      | 馬場孝幸    | 鷺巣詩郎    | 07SH-1185   |
| 4           | 1982年 7月17日  | B面         | 微笑みKEN!                   | 伊達歩      | 馬場孝幸    | 鷺巣詩郎    | 07SH-1185   |
| 5           | 1982年 10月21日 | A面         | 約束はいらない               | 三浦徳子    | 網倉一也    | 鷺巣詩郎    | 07SH-1234   |
| 5           | 1982年 10月21日 | B面         | 君は最高ミルキッス!          | 伊達歩      | 馬場孝幸    | 鷺巣詩郎    | 07SH-1234   |
| 6           | 1983年 3月21日  | A面         | 傷だらけ ONE WAY             | 恩田久義    | 浜田金吾    | 大村雅朗    | 07SH-1271   |
| 6           | 1983年 3月21日  | B面         | 疾走 on the road             | 恩田久義    | 恩田久義    | 大村雅朗    | 07SH-1271   |
| 7           | 1983年 6月1日   | A面         | 俺たちのストリート           | 大津あきら  | 都倉俊一    | 都倉俊一    | 07SH-1305   |
| 7           | 1983年 6月1日   | B面         | ふられたバースデイ           | 大津あきら  | 都倉俊一    | 都倉俊一    | 07SH-1305   |
| 8           | 1983年 9月21日  | A面         | 星屑のラブソング             | 大津あきら  | 都倉俊一    | 都倉俊一    | 07SH-1391   |
| 8           | 1983年 9月21日  | B面         | 君とグラマラスナイト         | 大津あきら  | 都倉俊一    | 都倉俊一    | 07SH-1391   |
| 9           | 1984年 3月23日  | A面         | 週末ララバイ                 | 売野雅勇    | 甲斐祥弘    | 瀬尾一三    | 07SH-1463   |
| 9           | 1984年 3月23日  | B面         | CRASH 嘘の涙でつぶやかないで | 売野雅勇    | 甲斐祥弘    | 瀬尾一三    | 07SH-1463   |
| 10          | 1984年 10月21日 | A面         | 涙のラスト・クルーズ         | 売野雅勇    | S.Lambert   | 鷺巣詩郎    | 07SH-1564   |
| 10          | 1984年 10月21日 | B面         | 少年時代                     | 飛鷹龍児    | 飛鷹龍児    | 鷺巣詩郎    | 07SH-1564   |
| 11          | 1985年 6月1日   | A面         | 燃えてヒーロー               | 吉岡治      | 内木弘      | 鷺巣詩郎    | 07SH-1651   |
| 11          | 1985年 6月1日   | B面         | THE LONGEST DREAM            | 内木弘      | 内木弘      | 鷺巣詩郎    | 07SH-1651   |
| 12          | 1985年 10月2日  | A面         | ビートルズの優しい夜         | 松井五郎    | 長渕剛      | 鷺巣詩郎    | 07SH-1687   |
| 12          | 1985年 10月2日  | B面         | HOLD ME                      | 松井五郎    | 長渕剛      | 鷺巣詩郎    | 07SH-1687   |
| 13          | 1986年 10月22日 | A面         | POWER                        | 松井五郎    | 竹本孝之    | 中村暢之    | 07SH-1838   |
| 13          | 1986年 10月22日 | B面         | HOLD YOUR LAST CHANCE        | 長渕剛      | 長渕剛      | 芳野藤丸    | 07SH-1838   |
| 14          | 1987年 4月22日  | A面         | RIDING HI－孤独を感じて－    | 竹本孝之    | 竹本孝之    | 中村暢之    | 07SH-1908   |
| 14          | 1987年 4月22日  | B面         | SAHARAの風                   | 竹本孝之    | 竹本孝之    | 茂村泰彦    | 07SH-1908   |
| ポリスター  |                 |             |                              |             |             |             |             |
| 15          | 1990年 7月1日   | 01          | 君なしでは戦えない           | 竹本孝之    | 竹本孝之    | -           | PSDZ-1004   |
| 15          | 1990年 7月1日   | 02          | morning                      | 竹本孝之    | 竹本孝之    | -           | PSDZ-1004   |
| TOMORROW    |                 |             |                              |             |             |             |             |
| 16          | 2011年 11月11日 | 01          | 風花                         | 竹本孝之    | 竹本孝之    | -           | TOMOR-3     |
| 16          | 2011年 11月11日 | 02          | one way love                 | 竹本孝之    | 竹本孝之    | -           | TOMOR-3     |
| 16          | 2011年 11月11日 | 03          | 十六夜の月                   | 原子和子    | 竹本孝之    | -           | TOMOR-3     |
| 16          | 2011年 11月11日 | 04          | kazahana〜東京Voice〜        | 竹本孝之    | 竹本孝之    | -           | TOMOR-3     |
| 17          | 2015年 7月21日  | 01          | Down to the River            | 竹本孝之    | 竹本孝之    | -           | TOMOR-8     |
| 17          | 2015年 7月21日  | 02          | August Rain                  | 竹本孝之    | 竹本孝之    | -           | TOMOR-8     |

### アルバム

#### オリジナル・アルバム
※CBS・ソニー
※ポリスター
※インディーズ
※TOMORROW

#### ライブ・アルバム
1. GENESIS（2011年1月11日／TOMOR-1）
2. RESONANCE〜Blue Side〜（2014年11月11日／TOMOR-6）
3. RESONANCE〜Red Side〜（2014年12月24日／TOMOR-7）

#### ベスト・アルバム
| 発売日                   | タイトル                       |             |
| CBS・ソニー              | CBS・ソニー                    | CBS・ソニー |
| ------------------------ | ------------------------------ | ----------- |
| 1983年11月21日           | BEST SELECTION                 |             |
| Sony Music Entertainment |                                |             |
| 1999年9月22日            | GOLDEN J-POP THE BEST 竹本孝之 |             |
| Sony Music Direct        |                                |             |
| 2008年1月23日            | ゴールデン☆ベスト 竹本孝之     |             |
| TOMORROW                 |                                |             |
| 2016年7月21日            | ポリスター COMPLETE SONGS      |             |

#### CD-BOX
|                   | 発売日            | タイトル                                     |
| Sony Music Direct | Sony Music Direct | Sony Music Direct                            |
| ----------------- | ----------------- | -------------------------------------------- |
| 1st               | 2013年2月14日     | 竹本孝之 COMPLETE SONGS 〜SONY MUSIC YEARS〜 |

### タイアップ曲
| 楽曲                     | タイアップ                                             |
| ------------------------ | ------------------------------------------------------ |
| とっておきの君           | 日本テレビ系ドラマ『陽あたり良好』主題歌               |
| 約束はいらない           | TBS系ドラマ『だんなさまは18歳』主題歌                  |
| 燃えてヒーロー'85        | テレビ東京系アニメ『キャプテン翼』オープニングテーマ   |
| HOLD YOUR LAST CHANCE    | NHK銀河テレビ小説『まんが道』主題歌                    |
| RIDING HI -孤独を感じて- | スズキ『アルトワークス』イメージソング                 |
| SAHARAの風               | タイガーダブルステンレスボトル「サハラ」イメージソング |

### 映像作品
- おんがく白書ライヴ（2011年12月19日、アトス・インターナショナル） - DVD[15]